# TKD (Tankette)
Die Tankette TKD war eine polnische Selbstfahrlafette auf Basis der Tankette TK-3.

## Entwicklung
1931 wurde die TK-3 Tankette von der polnischen Armee als Standardausrüstung übernommen. Sie war eine polnische Weiterentwicklung der britischen Carden-Loyd Mk.VI Tankette, ohne jedoch das Originalfahrzeug zu kopieren. Die britische Tankette wurde auch in einer Variante mit leichter Selbstfahrlafette beworben, mit einer kurzläufigen 47-mm-Vickers-QF-Kavalleriekanone. Das polnische Militär plante von Anfang an, dass aus der polnischen Tankette auch eine Selbstfahrlafette entwickelt werden sollte. Sie sollte dann für Kavalleriebrigaden als Unterstützungs- und Panzerabwehrwaffe eingesetzt werden.
Die Arbeiten an der Selbstfahrlafette begannen Ende 1931 im Panzerwaffenbauamt des Heeresingenieurforschungsinstituts (polnisch: Biura Badań Technicznych Broni Pancernej, kurz: BK Br.Panc. WIBI) in Warschau unter der Leitung von Ingenieur Jan Łapuszewski. Als Basis diente hierbei die Tankette TK-3. Das neue Fahrzeug wurde als TKD (D für polnisch działo, deutsch: Kanone) bezeichnet. In den Unterlagen auch als TK-D oder T.K.D. geschrieben. Da es sich um Versuchsfahrzeuge handelte, bestückte man sie mit dem polnischen 47-mm-Infanteriegeschütz wz. 25 „Pocisk“. Diese Kanone wurde nur in einer Kleinserie gebaut. Es war das erste moderne Geschütz das in der Munitions- und Waffenfabrik Pocisk entwickelt wurde. Das Geschütz konkurrierte mit Erfolg gegen ausländische Infanteriegeschütze, wurde aber schließlich nicht in Dienst gestellt. Die polnische Armee änderte 1930 ihre Anforderungen auf die Einführung von Infanteriegeschützen mit geringen Wert auf Panzerabwehrfähigkeiten und verzichtete auf die neue Waffe. Vier schon produzierte und gelagerte Geschütze wurden in TKD-Fahrzeuge eingebaut und anschließend von der polnischen Armee übernommen. Es war die einzige Verwendung von Pocisk-Geschützen.
Im Mai 1932 wurde das erste TKD-Fahrzeug (Chassis Nummer 1159) gebaut. Im Juni 1932 folgten drei weitere Fahrzeuge. Wegen ihres experimentellen Status wurden sie aus TK-Tanketten der ersten Serie umgebaut. Diese waren aus Weichstahl gebaut. Dieser billigere Stahl wurde auch für den Umbau verwendet. Nach neueren Forschungen hatten die Fahrzeuge die Chassis Nummern: 1163, 1165 und 1166. In älteren Veröffentlichungen wurden sie mit 1156, 1157 und 1158 angegeben. Die TKD-Fahrzeuge waren aufgrund des Weichstahl nicht gepanzert, abgesehen von dem ursprünglichen Kanonenschild.
Die Erprobung zeigte, dass der TKD die taktischen Anforderungen gut erfüllte, aber die Fahrzeugkonstruktion selbst war nicht allzu erfolgreich. Vor allem die Kanone hatte eine zu geringe Panzerungsdurchdringung und wurde nicht als typische Waffe angenommen. Ein weiterer Nachteil war die geringe Größe. Diese beschränkte sehr stark die Anzahl der Besatzungsmitglieder auf zwei. Das wiederum erschwerte die Bedienung des Geschützes und begrenzte wahrscheinlich auch die Munitionszuladung. Daher wurden keine weiteren TKD produziert.

## Produktion
Von der Tankette TKD wurden vier Prototypen hergestellt mit den Seriennummern 1159, 1163, 1165 und 1166. Die Fahrzeuge wurden auf Basis der TK-3 Tanketten hergestellt.

## Technische Beschreibung

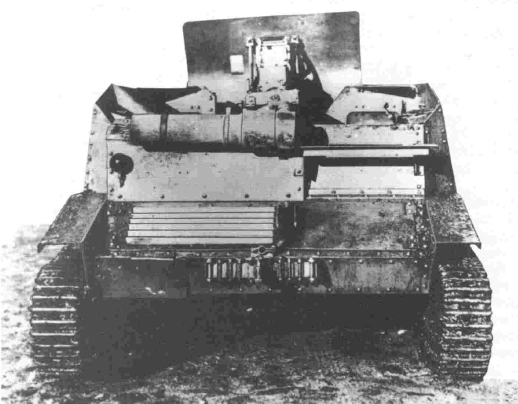
TKD von hinten.

Die Konstruktion des Fahrgestells und des Getriebes war die gleichen wie bei der TK-3 Tankette. Jedoch wurde beim TKD die Aufhängung verstärkt und breitere Ketten (170 mm) wurden wegen des auf etwa 3 Tonnen erhöhten Gewichts verwendet. Allerdings belegen Fotos, dass auch die originalen 140 mm breiten TK-3-Ketten verwendet wurden.
Der Antrieb war wie beim TK-3 ein Ford A Benzinmotor mit 40 PS. Dieser wurde in der Mitte des Kampfraumes zwischen den Sitzen der Besatzung untergebracht. Die Höchstgeschwindigkeit war etwas niedriger als die beim TK-3. Laut einigen Veröffentlichungen waren es 36 km/h.
Der TKD hatte einen offenen Kampfraum mit flachen, leicht geneigten Seitenwänden. Die Besatzung bestand aus zwei Personen. Der Fahrer saß auf der linken Seite des Fahrzeugs, der Kommandant und Schütze auf der rechten Seite. Die Seiten verdeckten die Besatzung nur im Sitzen. Die vorhandenen Prototypen wurden aus Weichstahl gebaut, welcher keinerlei panzernden Eigenschaften besaß. Beide Besatzungsmitglieder hatten je ein großes Fenster in der Frontplatte und je ein Fenster in einer Seitenplatte, die alle durch Luken abgedeckt waren.
Das Geschütz mit seinem 4 mm gepanzerten Schild war zentral in einer Öffnung der vorderen Aufbauplatte auf einem verstärkten Sockel montiert. Das Geschütz behielt seinen ursprünglichen Schild, wenn auch mit abgeschnittenen unteren Ecken. Dieses konnte panzerbrechender Munition aus über 300 m standhalten. Das Geschütz hatte einen vertikalen Feuerwinkel von −12° bis +23° und einen 4° horizontalen Feuerwinkel nach jeder Seite. Die Richthöhe war durch den Motor hinter dem Geschütz begrenzt. Die Unterkante des Rohres befand sich in horizontaler Lage 1,25 m über dem Boden. Die mitgeführte Munition betrug 55 Schuss, obwohl dies angesichts des sehr begrenzten Platzes im Inneren Zweifel aufkommen lässt. Einigen Autoren zufolge wurde auch ein leichtes Browning-Maschinengewehr 7,92 mm wz. 28 im Innern des Fahrzeugs mitgeführt. Die Kanone hatte eine Durchschlagskraft von 25 mm auf 750 m.
In einigen Veröffentlichungen wird behauptet, dass der TKD mit einer „Panzerabwehrvariante“ der 37 mm SA.18 Puteaux Kanone getestet wurde. Da keine weiteren Angaben gemacht werden und der TKD bereits über eine bessere Kanone verfügte, scheint es sich hierbei um eine TKS-Tankette gehandelt zu haben.
Unklar ist die Frage der Erprobung des TKD mit der Chassis Nummer 1159 der mit einer 47-mm-Vickers-QF-Panzerkanone ausgerüstet gewesen sein soll. Einem Autor zufolge wurde sie 1934 getestet und die Kanone war auf der rechten Seite des Fahrzeugs montiert. Das angegebene Datum lässt Zweifel aufkommen, da der TKD bereits über eine Kanone ähnlicher Klasse verfügte, die vor allem besser montiert war. Andererseits ist ein Bericht von Major R. Gundlach aufgetaucht, wonach am 11. Mai 1936 ein TKD mit einer 47 mm Vickers-Kanone getestet wurde, die provisorisch auf der rechten Seite montiert war. In diesem Fall bestand lediglich der Zweck darin, Erfahrungen für eine eventuelle Montage einer 37 mm wz. 36 Bofors-Kanone in der Tankette zu sammeln. Die Versuche waren nicht erfolgreich, da die asymmetrisch montierte Kanone eine Überlast von 140 kg auf der rechten Seite verursachte. Dies führte beim Feuern zu einer Selbstdrehung 5° bei jedem Schuss.

## Einsatz
Bereits im Juni 1932 wurde vorgeschlagen, jedem Panzerkampfwagenzug künftig einen TKD beizugeben. Dies wurde jedoch nicht umgesetzt. Stattdessen bildeten die vier vorhandene Fahrzeuge einen experimentellen TKD-Zug. Dieser war erst der Experimentellen Gepanzerten-motorisierten Gruppe und von 1934 bis 1939 dem 11. Experimentelles Panzerbataillon im gepanzerten Zentrum für Waffensysteme in Modlin bei Warschau unterstellt. Der TKD-Zug wurde recht intensiv in Manövern eingesetzt, beginnend mit Übungen der 2. Kavalleriedivision bei Drohiczyn am 19. und 20. August 1932. Bei diesen Übungen wurde der Zug als Panzerabwehrzug eingesetzt und mit gut bewertet. Nach Mehrdivisionsübungen in Pommern im Jahr 1934 kam man zu dem Schluss, große Kavallerieverbände mit zehn TKD auszurüsten. Vier davon als Panzerabwehrzug.
Im Sommer 1937 wurde der TKD-Zug der motorisierten 10. Kavalleriebrigade für Übungen in Barycz bei Kielce zugeteilt. Im September nahm sie an Übungen in Pommern teil und wurde der Kavalleriebrigade Wielkopolska zugeteilt. Mitte 1938 wurde der TKD-Zug dem Panzerabwehrzug der neu geschaffenen Aufklärungseinheit der 10. Kavalleriebrigade zugeteilt. Einigen Quellen zufolge gab es zu diesem Zeitpunkt jedoch nur zwei TKD im Zug, zusammen mit zwei TKS-D. Sie wurden bei Übungen der 10. Kavalleriebrigade in Barycz im August 1938 und bei großen Manövern in Wołyń im September 1938 eingesetzt. Einer neuen Veröffentlichung zufolge kehrten die TKD-Fahrzeuge danach nach Modlin zurück und nahmen nicht an der Rückeroberung der tschechischen Provinz Zaolzie im Oktober 1938 teil.
Das weitere Schicksal der TKD während des Zweiten Weltkriegs ist nicht bekannt. Sie verblieben bis zum Kriegsende in Polen im Ausbildungszentrum in Modlin bei Warschau und waren wahrscheinlich für die Ausmusterung vorgesehen. Im April 1939 erhielten sie keine neuen Kennzeichen. In der motorisierten 10. Kavalleriebrigade wurden sie nicht mehr eingesetzt. Einigen fragwürdigen Informationen zufolge könnten sie 1939 an der Verteidigung Warschaus teilgenommen haben, was jedoch nicht bestätigt ist. Wahrscheinlicher ist, dass zwei Fahrzeuge während einer Mobilisierung Ende August 1939 einem Panzerabwehrzug der Aufklärungseinheit der Warschauer Panzermotorisierten Brigade (kurz: WBP-M) zugeteilt wurden. Ihre Verwendung im Kampf ist nicht bekannt. Es sind nur Fotos von einem TKD bekannt, bei dem die Kanone entfernt wurde und der auf einer unbekannten Landstraße verlassen dasteht. Es ist nicht bekannt, ob es sich um eines der WBP-M-Fahrzeuge oder um eines der anderen beiden Fahrzeuge handelt. Unklar ist auch, ob sie als bewaffnete Fahrzeuge oder als Zugmaschinen eingesetzt wurden.

## Tarnschema
Die TKD waren auf die gleiche Weise getarnt wie andere polnische Panzerfahrzeuge. Zwischen 1932 und 1936 wurden die TKD in einem älteren Tarnschema lackiert. Es gab hellblaugraue, sandgelbe und olivgrüne Flecken, die durch dünne schwarze Streifen voneinander getrennt waren.
Ab Mitte 1936 wurden die polnischen Fahrzeuge in einem standardmäßigen dreifarbigen Tarnschema lackiert, das aus unregelmäßigen grau-sandfarbenen und dunkelbraunen Flecken auf einer braun-grünen Grundfarbe bestand. Die Flecken wurden mit Airbrush aufgetragen um weiche Übergängen zu schaffen. Die Formen waren hauptsächlich horizontal. Es gab kein Standardmuster für die Flecken. Der Innenraum war wahrscheinlich braun-grün.